# Ковальський Геннадій Сергійович
Генна́дій Сергі́йович Кова́льський — старший сержант Збройних сил України, учасник російсько-української війни.

## З життєпису
Воював під Луганськом. 12 лютого 2015-го брав участь у танковому бою під Логвиновим в складі 1-ї танкової бригади, екіпаж Ковальського ліквідував танк терористів.
Станом на березень 2017 року командир танку, з дружиною Євгенією проживають у Гончарівському.

## Нагороди
За особистий внесок у зміцнення обороноздатності Української держави, мужність, самовідданість і високий професіоналізм, виявлені під час виконання військового обов'язку, та з нагоди Дня Збройних Сил України нагороджений орденом «За мужність» III ступеня (2.12.2016).